# Unterwaldner Voralpen
Die Unterwaldner Voralpen (auch Engelberger Alpen) sind der mittlere Teil der Zentralschweizer Voralpen. Nach SOIUSA werden sie als Obergruppe 14.III.B. im Unterabschnitt 14.III. Luzerner und Unterwaldner Voralpen (SOIUSA) geführt.

## Grenzen
Die Unterwaldner Voralpen grenzen laut SOIUSA:
- Im Norden an das Mittelland, getrennt vom Vierwaldstättersee
- im Osten an die Schwyzer Voralpen, begrenzt vom Vierwaldstättersee
- im Südosten an die Urner Alpen, getrennt von Haslital, Gental, Jochpass, Griessental, Grosstal und Isital
- im Westen an die Luzerner Voralpen, getrennt von Sarner Aa und Sarnersee
- im Südwesten an die Berner Voralpen, begrenzt von Brünigpass und Aare

## Wichtigste Gipfel
Die wichtigsten Gipfel liegen im südöstlichen Bereich, nordöstlich des Griessental angrenzend an die Urner Alpen.
- Ruchstock – 2814 m
- Rotsandnollen – 2700 m
- Huetstock (Wild Geissberg) – 2676 m
- Walenstöcke – 2572 m
- Glogghüs – 2534 m
- Hochstollen – 2481 m
- Chaiserstuel – 2400 m